# Daiki Oizumi
Daiki Oizumi (japanisch 尾泉 大樹 Oizumi Daiki; * 30. Juni 1989 in Kawasaki) ist ein ehemaliger japanischer Fußballspieler.

## Karriere
Oizumi erlernte das Fußballspielen in der Schulmannschaft der Toko Gakuen High School und der Universitätsmannschaft der Osaka-Gakuin-Universität. Seinen ersten Vertrag unterschrieb er 2012 beim FC Gifu. Der Verein spielte in der zweithöchsten Liga des Landes, der J2 League. Für Gifu absolvierte er 17 Ligaspiele. 2014 wechselte er zu SP Kyōto FC. Ende 2015 beendete er seine Karriere als Fußballspieler.